# 競馬血統研究所
『競馬血統研究所』（けいば・けっとう・けんきゅうじょ）は、フジテレビONEで2015年7月より放送を開始した競馬番組。2019年4月より、ほぼ内容を継続のまま『競馬魂』（けいばだましい）に改名している。

## 概要

### 競馬血統研究所
競馬の本質はサラブレッドの血統にあるといわれており、その血統の歴史をたどることによって受け継がれた子孫たちのレース結果という歴史的事実と、すべてのサラブレッドは三大始祖（ダーレーアラビアン、バイアリーターク、ゴドルフィンアラビアン）にたどり着くというロマンの2つによって構成され、その血統の生み出したドラマを知ることによって、競馬の魅力をより最大限に引き出すといわれている。
そこでこの番組では、競馬の最大の基礎本質である血統を「今スグに使える血統の知識」を最大のテーマ（ポイント）にして、競馬血統評論家である亀谷敬正を研究所長（メインパーソナリティー）に迎え、亀谷がこれまでに培った血統データと、その競走馬の成績などを加味して、実際に研究員と共にレースを分析・解説・予想を立て、馬券を購入するまでを実践。また各競馬場のコース・芝・ダートの特性や、競馬場内外の様々な楽しみ方を紹介する。
馬券予想以外にも、競馬に関わる要人をゲストに迎えたり、各地で取材した模様も紹介している。また、第14回・15回内でスピンオフ企画『小籔(魂=スピリチュアル)研究所』を放送した。

### 競馬魂
2019年4月より、番組名を『競馬魂』（けいばだましい）に改名しリニューアル。競馬血統研究所の最終にあたる第34回をパイロット版的仕様とし、リニューアル第1回と合わせ前・後編として放送開始した。
企画内容は基本これまでと変わらぬまま研究所長：亀谷敬正が単独の講師から外れ、血統理論以外の競馬スペシャリストにも門戸を広げた。さらに新研究員として、かまいたち（山内健司、濱家隆一）の2人が加わり、2021年頃からは他の競馬タレントの月替わり交代で対応している。

## 放送履歴

### 競馬血統研究所
- 競馬血統研究所全編 研究所長：亀谷敬正

| #  | 初回放送日      | 競馬場         | 研究員 | ロケーションゲスト |
| -- | --------------- | -------------- | --- | --- |
| 1  | 2015年 7月4日   | 東京           | ノブ（千鳥）、小籔千豊、横山ルリカ | |
| 2  | 2015年 8月8日   | 東京           | 同上 | 加治屋正太郎（ダーレー・ジャパン）、薗部博之（ゲームクリエイター）                                                                                      |
| 3  | 2015年 10月31日 | 阪神           | ノブ、小籔千豊、お兄ちゃん（ビタミンS）（ロケのみ）横山ルリカ                                                                                | 池江泰寿調教師、北村宏司騎手、松本ヒロシ（競馬エイト・トラックマン）                                                                                    |
| 4  | 2015年 11月28日 | 阪神           | 同上 | 藤沢和雄調教師、須田鷹雄（競馬評論家）、栗山求（血統評論家）、松本ヒロシ                                                                                |
| 5  | 2015年 12月26日 | 中山           | ノブ、小籔千豊、横山ルリカ | 木實谷雄太（ノーザンファーム天栄） |
| 6  | 2016年 1月30日  | 京都           | ノブ、横山ルリカ、お兄ちゃん、山内健司（かまいたち）                                                                                         | 同上 |
| 7  | 2016年 2月27日  | 京都           | 同上 | 同上、高島清恵（獣医・ノーザンファーム天栄）、木村哲也調教師                                                                                            |
| 8  | 2016年 3月26日  | 東京           | ノブ、小籔千豊、横山ルリカ | 武豊騎手、岡田牧雄（岡田スタッド代表）、栗山求 |
| 9  | 2016年 4月23日  | 中山           | ノブ、小籔千豊、横山ルリカ、お兄ちゃん（顔出しのみ）斉藤慎二（ジャングルポケット）                                                           | 同上 |
| 10 | 2016年 5月28日  | 東京           | ノブ、小籔千豊、横山ルリカ | 藤田菜七子騎手、根本康広調教師、細田直裕（社台スタリオンステーション）、栗山求                                                                          |
| 11 | 2016年 6月25日  | 東京           | 同上 | 藤田菜七子 |
| 12 | 2016年 8月20日  | 福島           | ノブ、小籔千豊、横山ルリカ、お兄ちゃん | 浜中俊騎手、国枝栄調教師、前田幸治（ノースヒルズ代表）                                                                                                  |
| 13 | 2016年 10月29日 | 福島           | ノブ、小籔千豊、横山ルリカ | 友道康夫調教師、小林智調教師、大和屋暁（馬主・脚本家）                                                                                                  |
| 14 | 2016年 11月26日 | 東京           | ノブ、横山ルリカ、お兄ちゃん（特別企画）｢小籔(魂)研究所｣：小籔千豊、宮崎理奈（SUPER☆GiRLS）                                                  | 藤懸貴志騎手、石川裕紀人騎手、藤岡健一調教師、里見治（馬主・実業家）                                                                                    |
| 15 | 2016年 12月24日 | 東京           | 同上 | 池添学調教師、中内田充正調教師、ハリー・スウィーニィ（ダーレー・ジャパン兼パカパカファーム代表）、里見治                                                |
| 16 | 2017年 2月25日  | 東京           | ノブ、小籔千豊、篠崎愛（顔出しのみ）横山ルリカ                                                                                               | 飯野義勝（ノーザンファーム空港牧場厩舎長）、木實谷雄太                                                                                                  |
| 17 | 2017年 3月26日  | 小倉           | 横山ルリカ、お兄ちゃん、奥仲麻琴 (小籔(魂)研究所派遣）、ゴリけん、矢野ペペ（パラシュート部隊）所長代行：沢田知希（競馬エイト・トラックマン） | 吉田照哉（社台ファーム代表）、岡田牧雄、高山智久（岡田スタッド）                                                                                        |
| 18 | 2017年 3月26日  | 小倉           | 同上 | 丸田恭介騎手、岡田繁幸（ビッグレッドファームグループ代表）                                                                                              |
| 19 | 2017年 4月29日  | 中山           | ノブ、横山ルリカ、お兄ちゃん（VTR出演）小籔千豊、(以下トークのみ) ゴリけん、矢野ペペ、奥仲麻琴、沢田知希                                     | 同上 |
| 20 | 2017年 6月24日  | 東京           | ノブ、小籔千豊、横山ルリカ（パドック調査）沢田知希                                                                                           | 中西信吾（JBBA静内種馬場場長）、飯野義勝 |
| 21 | 2017年 9月16日  | 小倉           | ノブ、小籔千豊、横山ルリカ | 里見治、須貝尚介調教師 |
| 22 | 2017年 10月28日 | 京都           | 小籔千豊、横山ルリカ、お兄ちゃん（ロケのみ）ノブ                                                                                             | 里見治、和田竜二騎手、クリストフ・ルメール騎手、飯野義勝                                                                                                |
| 23 | 2017年 11月25日 | 同上           | 小籔千豊、横山ルリカ、お兄ちゃん | 武豊、池添謙一騎手、松山弘平騎手 |
| 24 | 2017年 12月23日 | 東京           | ノブ、横山ルリカ、お兄ちゃん | 角居勝彦調教師、竹内啓安（(株)NICKSアドバイザー） |
| 25 | 2018年 2月24日  | 同上           | 同上 | 福永祐一騎手、荻野極騎手、坂井瑠星騎手、坂上玄（バレット）、中内田充正、デヴィッド・レッドヴァース（ファハド殿下代理人）、野本巧（馬主・DMM.com取締役） |
| 26 | 2018年 4月28日  | ウインズ後楽園 | ノブ、倉持由香（VTR出演）横山ルリカ、（ロケのみ）お兄ちゃん                                                                                  | 藤岡康太騎手、武豊、矢作芳人調教師、橋田満調教師、友道康夫、佐々木主浩（馬主・プロ野球）                                                                |
| 27 | 2018年 6月23日  | ウインズ難波   | ノブ、小籔千豊、橘ゆりか（ロケのみ）お兄ちゃん                                                                                               | オリビエ・ペリエ騎手、ボブ・バファート調教師、※(以下顔出しのみ) クリストフ・ルメール、ランフランコ・デットーリ騎手、藤沢和雄、武豊                      |
| 28 | 2018年 8月4日   | 東京           | 小籔千豊、横山ルリカ、お兄ちゃん | 里見治、和田竜二 |
| 29 | 2018年 9月22日  | ウインズ後楽園 | ノブ、横山ルリカ（ロケのみ）お兄ちゃん | 藤岡佑介騎手、※(以下顔出しのみ) 須貝尚介、藤岡健一、青山洋一（馬主・実業家）                                                                            |
| 30 | 2018年 11月17日 | ウインズ難波   | 小籔千豊、お兄ちゃん、森田涼花（ロケのみ）横山ルリカ                                                                                         | 藤田菜七子、合田直弘（海外競馬評論家） |
| 31 | 2018年 12月22日 | 総集編         | ※(ノブ、小籔千豊、横山ルリカ、お兄ちゃん、橘ゆりか、森田涼花）                                                                               | 清水久詞調教師、武豊、※(以下顔出しのみ) 矢作芳人、川田将雅騎手、高橋義忠調教師                                                                          |
| 32 | 2019年 1月26日  | 中山           | ノブ、森田涼花（ロケのみ）お兄ちゃん、（顔出しのみ）斉藤慎二                                                                                 | ※(顔出しのみ) 藤原英昭調教師 |
| 33 | 2019年 3月23日  | 阪神           | 小籔千豊、お兄ちゃん、月亭八光、山口実香 | 里見治 |
| 34 | 2019年 3月30日  | 中山           | 小籔千豊、かまいたち（山内健司、濱家隆一）（馬券講師）沢田知希、キムラ ヨウヘイ                                                              | |

### 競馬魂
| #  | 初回放送日      | 場所              | 研究員                                                                                               | 馬券講師                                                       | ロケーションゲスト |
| -- | --------------- | ----------------- | --- | -------------------------------------------------------------- | --- |
| 1  | 2019年 4月20日  | 中山              | 小籔千豊、かまいたち（山内健司、濱家隆一）（ロケのみ）お兄ちゃん                                     | 沢田知希、キムラヨウヘイ（ロケ予想のみ）亀谷敬正               | 国枝栄調教師、森秀行調教師、武豊騎手、木實谷雄太（ノーザンファーム天栄）、佐々木主浩（馬主・プロ野球） ※(顔出しのみ) ヒュー・ボウマン騎手、クリストフ・ルメール騎手、ジョアン・モレイラ騎手 |
| 2  | 2019年 6月23日  | 東京              | ノブ、山内健司、濱家隆一（ロケのみ）お兄ちゃん                                                       | 亀谷敬正、木實谷雄太                                           | 木實谷雄太、米本昌史（シルクレーシング代表）、友道康夫調教師、庄野靖志調教師、佐々木主浩 |
| 3  | 2019年 8月11日  | 同上              | 同上（ロケのみ）お兄ちゃん、横山ルリカ                                                               | 同上                                                           | 川田将雅騎手、岩崎義久（レイクヴィラファーム） ※(顔出しのみ) 矢作芳人調教師、中内田充正調教師、近藤利一（馬主）、須田鷹雄（競馬評論家）                                                     |
| 4  | 2019年 9月28日  | 亀谷競馬サロン    | お兄ちゃん、山内健司、濱家隆一、森田涼花（ロケのみ）横山ルリカ                                       | 亀谷敬正                                                       | 江田照男騎手、池添謙一騎手、高田潤騎手 |
| 5  | 2019年 11月23日 | 阪神              | 小籔千豊、お兄ちゃん、山内健司、濱家隆一                                                             | 佐藤哲三（競馬評論家、元騎手）                                 | 鮫島克駿騎手 |
| 6  | 2019年 12月27日 | 中山              | お兄ちゃん、山内健司、濱家隆一、倉持由香（ロケのみ）横山ルリカ                                       | メシ馬（競馬作家・馬主）                                       | 見栄晴（競馬予想TV!総合司会）、林文彦（馬主・実業家） |
| 7  | 2020年 1月25日  | 同上              | 同上                                                                                                 | 同上                                                           | 和田竜二騎手 |
| 8  | 2020年 3月21日  | 京都              | 小籔千豊、山内健司、濱家隆一、森田彩花（ロケのみ）横山ルリカ、お兄ちゃん                             | 同上                                                           | 岩崎義久 |
| 9  | 2020年 4月11日  | 同上              | 同上                                                                                                 | 同上                                                           | 同上 |
| SP | 2020年 5月24日  | リモートSP        | 横山ルリカ、お兄ちゃん、山内健司、濱家隆一                                                           | メシ馬、佐藤ゆきあき（競馬エイト）（進行）藤井弘輝アナウンサー | - |
| SP | 2020年 5月31日  | 同上              | 小籔千豊、横山ルリカ、お兄ちゃん、山内健司、濱家隆一                                                 | メシ馬                                                         | - |
| 10 | 2020年 6月27日  | リモートSP 総集編 | 横山ルリカ、お兄ちゃん、山内健司、濱家隆一                                                           | メシ馬、佐藤ゆきあき（進行）藤井弘輝アナウンサー               | - |
| 11 | 2020年 7月18日  | 新橋Gate J.       | 小籔千豊、山内健司、濱家隆一（ロケのみ）横山ルリカ、お兄ちゃん                                       | メシ馬、オオタケ（馬券師）（ロケのみ）亀谷敬正                 | 戸崎圭太騎手 |
| SP | 2020年 8月29日  | LIVE SP お台場    | 横山ルリカ（MC兼任） お兄ちゃん、月亭八光、福島善成（ガリットチュウ）                                | メシ馬、オオタケ                                               | - |
| 12 | 2020年 9月26日  | -                 | ノブ、お兄ちゃん、倉持由香                                                                           | メシ馬                                                         | - |
| 13 | 2020年 10月31日 | -                 | 小籔千豊、山内健司、濱家隆一                                                                         | TARO（馬券予想家）、メシ馬（リモート）                         | - |
| 14 | 2020年 11月28日 | -                 | 小籔千豊、お兄ちゃん、月亭八光                                                                       | メシ馬、TARO                                                   | - |
| 15 | 2020年 12月26日 | -                 | 小籔千豊、お兄ちゃん、蛍原徹、倉持由香                                                               | メシ馬、オオタケ（現地リポート）野田慶一郎（競馬エイト）       | - |
| 16 | 2021年 1月30日  | -                 | 小籔千豊、お兄ちゃん、蛍原徹、倉持由香（特別企画）福島善成、斎藤司（トレンディエンジェル）           | メシ馬、オオタケオオタケ                                       | - |
| 17 | 2021年 2月27日  | -                 | 小籔千豊、アントニー（マテンロウ）、倉持由香（特別企画）福島善成、斎藤司、熊谷茶（ガリットチュウ）   | TARO、佐藤ゆきあきオオタケ                                     | - |
| SP | 2021年 3月20日  | -                 | 小籔千豊、お兄ちゃん、斎藤司、新田さちか                                                             | メシ馬、オオタケ                                               | - |
| SP | 2021年 4月17日  | -                 | 小籔千豊、アントニー、倉持由香                                                                       | TARO、佐藤ゆきあき                                             | ※(競馬血統研究所 2017年3月26日分 再放送）岡田繁幸（ビッグレッドファームグループ代表） |
| 18 | 2021年 5月29日  | -                 | 小籔千豊、蛍原徹、あのん                                                                             | メシ馬、佐藤ゆきあき                                           | - |
| 19 | 2021年 6月26日  | -                 | ノブ、アントニー、雪平莉左                                                                           | メシ馬、オオタケ                                               | - |
| 20 | 2021年 7月31日  | -                 | 小籔千豊、SEAMO、雪平莉左                                                                            | メシ馬                                                         | - |
| 21 | 2021年 9月18日  | -                 | 小籔千豊、蛍原徹、成瀬琴                                                                             | メシ馬、オオタケ                                               | - |
| 22 | 2021年 11月27日 | -                 | お兄ちゃん、蛍原徹、雪平莉左                                                                         | オオタケ、トム（競馬予想家） 立川優馬（競馬予想家&ライター）   | 村本浩平（競馬ライター）、佐々木祥恵（ノーザンレイクスタッフ＆競馬ライター） |
| 23 | 2021年 12月25日 | -                 | 小籔千豊、アントニー、成瀬琴（ロケのみ）お兄ちゃん、(顔出しのみ）横山ルリカ                          | メシ馬、佐藤ゆきあき、立川優馬                                 | 村本浩平 |
| 24 | 2022年 3月5日   | -                 | アントニー、蛍原徹、成瀬琴（ロケのみ）お兄ちゃん                                                     | メシ馬、オオタケ                                               | 村本浩平、堀田卓也（サンシャイン牧場場長） 岩崎崇文（ヴェルサイユリゾートファーム代表）、石川大樹（同・プロモーションマネージャー）                                                         |
| 25 | 2022年 3月26日  | -                 | 小籔千豊、月亭八光、堀川絵美（ロケのみ）お兄ちゃん                                                   | メシ馬                                                         | 村本浩平 |
| 26 | 2022年 5月28日  | 総集編            | 小籔千豊 ノブ 横山ルリカ お兄ちゃん 山内健司 濱家隆一 月亭八光 アントニー 福島善成 倉持由香 堀川絵美 | メシ馬、オオタケ、TARO 佐藤ゆきあき、佐藤哲三                  | ※(取材撮影のみ）: 矢作芳人調教師、萩原清調教師、音無秀孝調教師 |
| 27 | 2022年 6月25日  | -                 | 小籔千豊 お兄ちゃん 黒澤ゆりか                                                                       | メシ馬、オオタケ                                               | |
| 28 | 2022年 7月30日  | -                 | 小籔千豊 お兄ちゃん 黒澤ゆりか 斎藤司 鈴木もぐら（空気階段）                                         | 同上                                                           | |
| 29 | 2022年 9月24日  | -                 | アントニー 鈴木もぐら 雪平莉左                                                                       | メシ馬、トム                                                   | |
| 30 | 2022年 11月26日 | -                 | 同上（ロケのみ）お兄ちゃん                                                                           | 同上                                                           | 岡田牧雄 （ 岡田スタッド 、 レックススタッド 代表） 山田弘 (馬主) |
| 31 | 2022年 12月24日 | -                 | （ロケのみ）お兄ちゃん                                                                               | メシ馬                                                         | 武豊騎手 福原直英 （フリーアナ） ※(顔出しのみ） オリビエ・ペリエ 騎手 林田達樹（ブランドプロデューサー） 小崎憲 調教師                                                                      |
| 32 | 2023年 1月28日  | -                 | 同上                                                                                                 | 同上(ロケのみ）オオタケ                                        | ※(顔出しのみ） ミルコ・デムーロ 騎手 ランフランコ・デットーリ 騎手 藤井遼太（バレット） 友道康夫調教師                                                                                      |

## スタッフ
※2021年11月時点
- ナレーター：庄司宇芽香
- 構成：田中文章
- 撮影：小田祐貴、塚本兼淳
- 音声：盛田浩尉
- VE：高山昌樹
- TD：若林茂人
- TP：辻本豊
- 音効：澤田崇
- 編集：江原英生
- MA：浦辺裕太
- 技術協力：fmt、東京オフラインセンター
- AD：本川美夢
- AP：村田麻衣
- ディレクター：柴田琢朗、高木裕介
- 編成：加藤知也
- プロデューサー：岡泰宏（CONTINUE）、古賀隆介（NEXTEP）
- チーフプロデューサー：門澤清太
- 制作協力：NEXTEP、CONTINUE
- 制作著作：フジテレビ